# لاکی ایرابور
لاکی ایرابور (انگلیسی: Lucky Irabor؛ زادهٔ ۵ اکتبر ۱۹۶۵) فرمانده نظامی و سیاست‌مدار اهل نیجریه است، که هم‌اکنون به‌عنوان رئیس ستاد کل نیجریه فعالیت می‌کند.